# 프라브족
프라브족은 'Proud Realisers of Added Value'의 약어로, 말 그대로 보자면 ‘부가 가치를 새롭게 깨달은 사람들’이라는 뜻이다. 프라브족은 명품이나 브랜드가 무조건 좋은 것은 아님을 자각하여, 브랜드보다는 최신 유행과 싼 가격에 자신의 개성을 추구하는 사람들이다. 그들은 패션을 도외시하지 않으면서도, 유행을 타지 않고 자신만의 스타일을 드러내는 데 주안점을 둔다. 프라브족은 실속파이므로 다른 사람에게 자신이 얼마나 싼 가격에 자신이 추구하는 멋을 나타내었는지 자랑스럽게 생각한다. 대체 적으로 그들은 타인의 눈에 띄지 않는 사소한 것에 새롭게 가치를 부여해 자신만의 것으로 승화시킨다. 최근 패션 아이콘으로 주목받고 있는 배우 시에나 밀러와 고급스러운 이미지가 강한 모델 케이트 모스, 키어스틴 던스트와 같은 스타들의 패션도 마치 벼룩시장에서 건진 것 같은 빈티지한 아이템들로 이루어져 있다. 프라브족의 이런 소비 패턴은 패션 관련 제품 구입에만 국한되지 않고 여가생활, 생활용품, 화장품 등에도 적용된다.

## 등장 배경
프라브족은 1970년대 한창 패션에 대한 욕구가 넘칠 때 물건을 사 모았던 명품족들이, 오일쇼크가 터진 뒤로 더 싸고 좋은 것에 시선을 돌렸을 때 나타난 새로운 종족이다. 영국의, 고소득층 유명 연예인들이 10파운드 안팎의 패션물품을 파는 거리 매장에서 쇼핑백 가득 물건을 구매하고 만족해하는 모습이 종종 언론에 보도되기 시작했다. 또한 최근에 빈티지의 유행으로 크게 비싸지 않으면서 희소성이 높은 의상을 좋아 하는 사람들의 남다른 가치를 추구하는 성향이 열풍을 불러일으킨 것이다.

## 프라브족과 다른 족과의 비교
명품으로 머리부터 발끝까지 치장하는 블링블링(bling bling)족과는 다르며 자신만의 멋을 창조한다고 하지만 값이 싼, 저급하고 유치한 스타일만을 선호하는 차브(chav)족과도 거리가 멀다. 자신만의 가치소비를 하며 합리적인 소비양상을 보이는 2529세대와 같은 맥락이다.